# Hammerherrenhaus

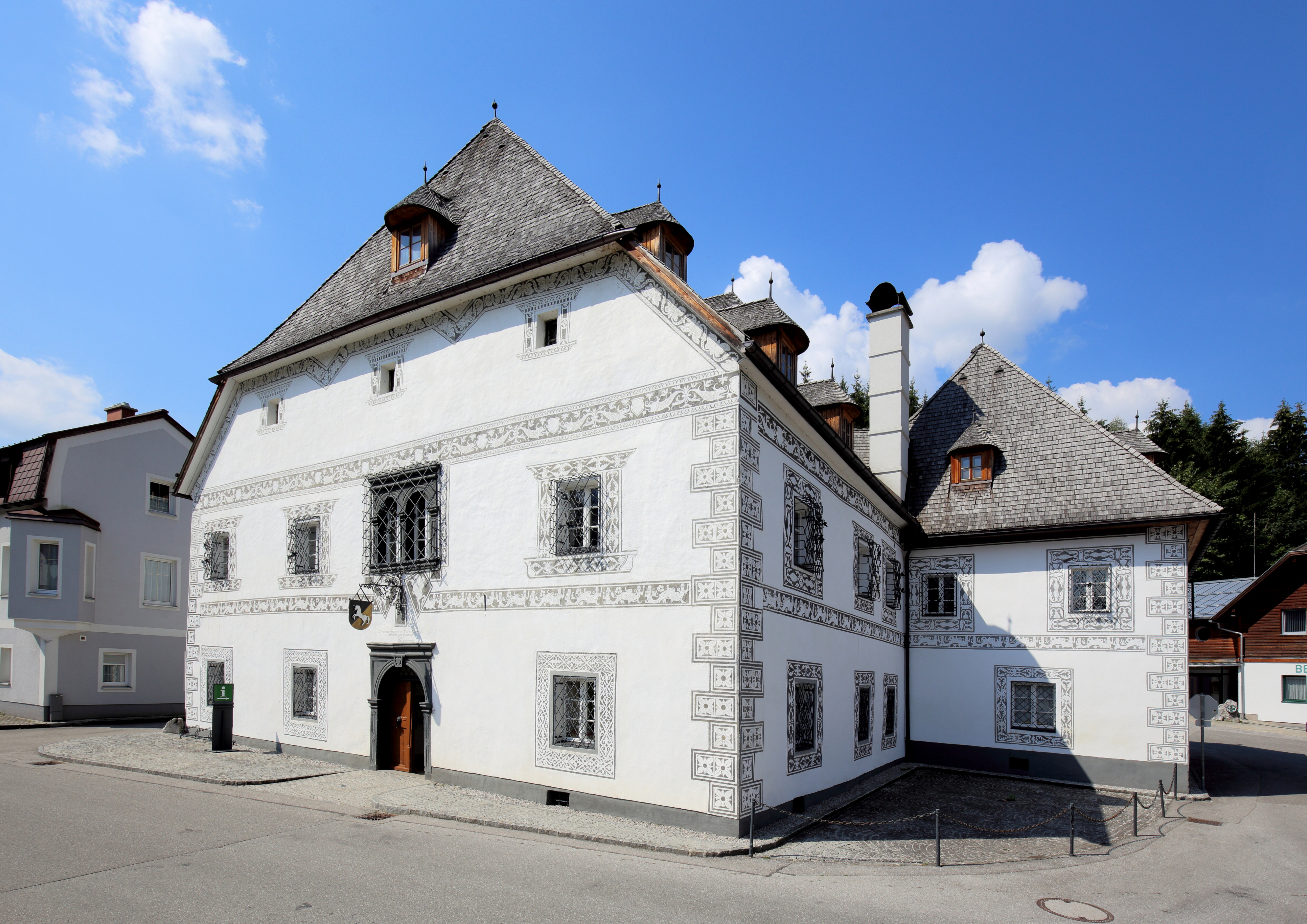
Amonhaus in Lunz am See

Das Hammerherrenhaus ist als Bautyp und repräsentatives Wohnhaus von Hammerwerk-Besitzern vor allem in der Renaissance entstanden. Es ist in Niederösterreich (vor allem in der Eisenwurzen), in der Steiermark sowie im sächsischen Erzgebirge und Vogtland in Deutschland beheimatet. Ein bayerisches Gegenstück zum Hammerherrenhaus sind die vor allem in der Oberpfalz vorkommenden Hammerschlösser.

## Geschichte
Seit dem Mittelalter verbreiteten sich die sogenannten Eisenhämmer, die auf der Ausnutzung der Wasserkraft zur Verarbeitung des Eisenerzes beruhten. Stets liegen die Hammerherrenhäuser daher an einem Fluss- oder Bachlauf mit gewisser Strömungsgeschwindigkeit, oft an Abhängen. 
Die Besitzer der Hammerwerke, die Hammerherren, mussten neben den Rechten zur Wassernutzung auch Wälder zur Holzkohlegewinnung und landwirtschaftlich genutzte Güter zur Versorgung ihrer Arbeiter besitzen. Sie waren wohlhabend und ließen sich große und wuchtige Wohnhäuser errichten, die an Renaissanceschlösser erinnern.
Es sind dies meist Häuser mit Krüppelwalmdach und vielen Gaupen. In ihrer prächtigsten Form sind sie mit Sgraffito-Malerei in Weiß-Grau geschmückt.

## Beispiele aus Niederösterreich

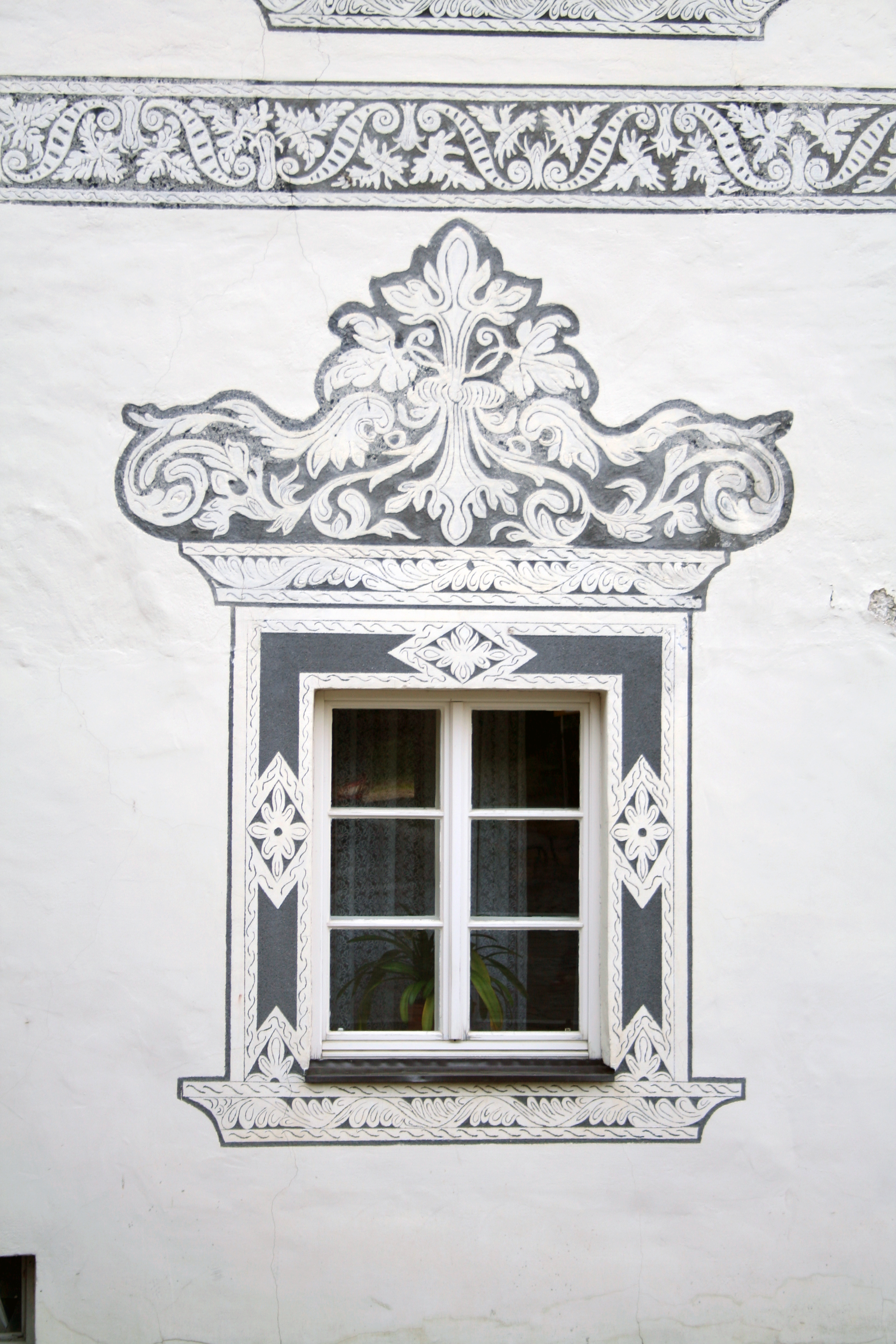
Sgraffito in Göstling an der Ybbs
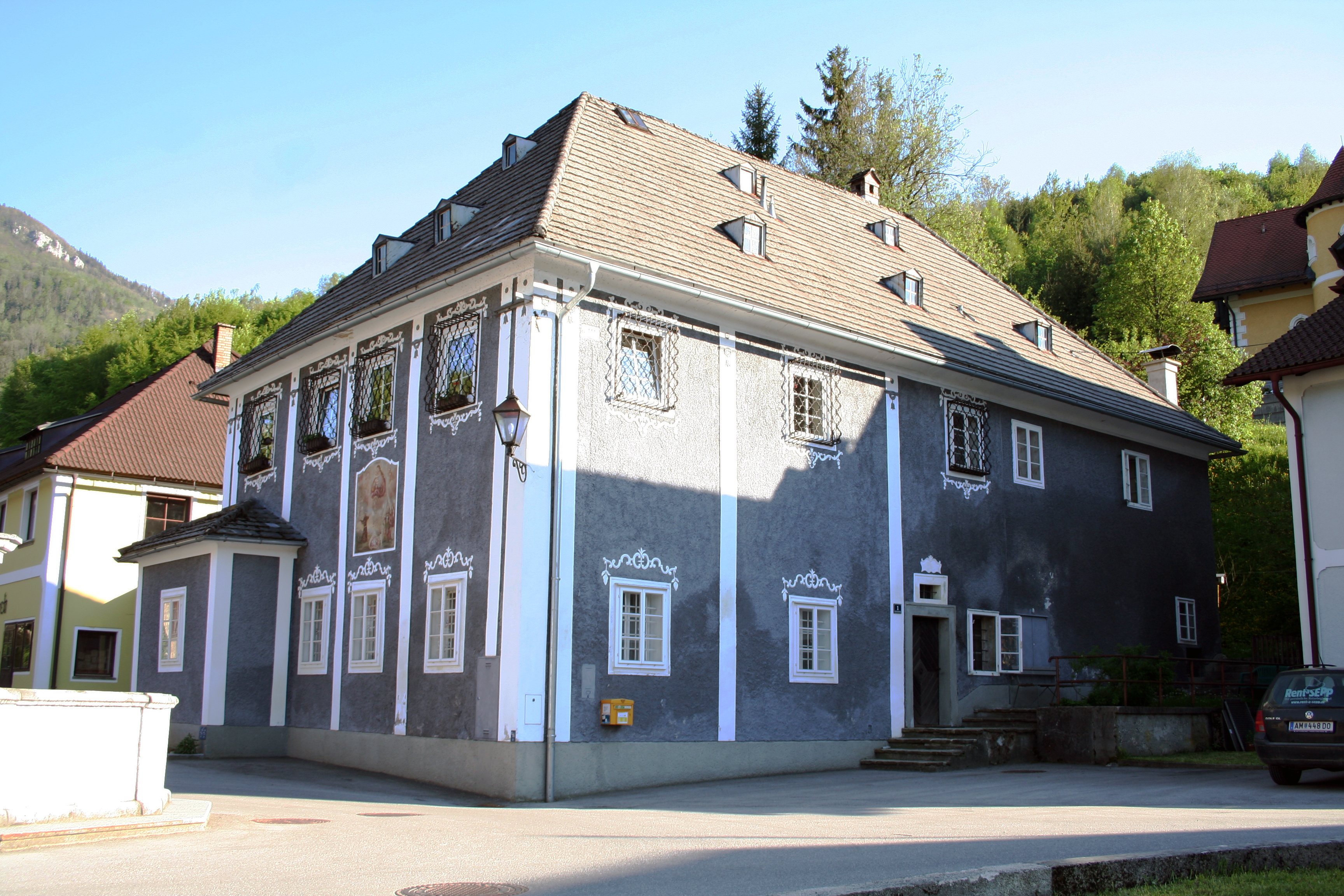
Hammerherrenhaus in Ybbsitz
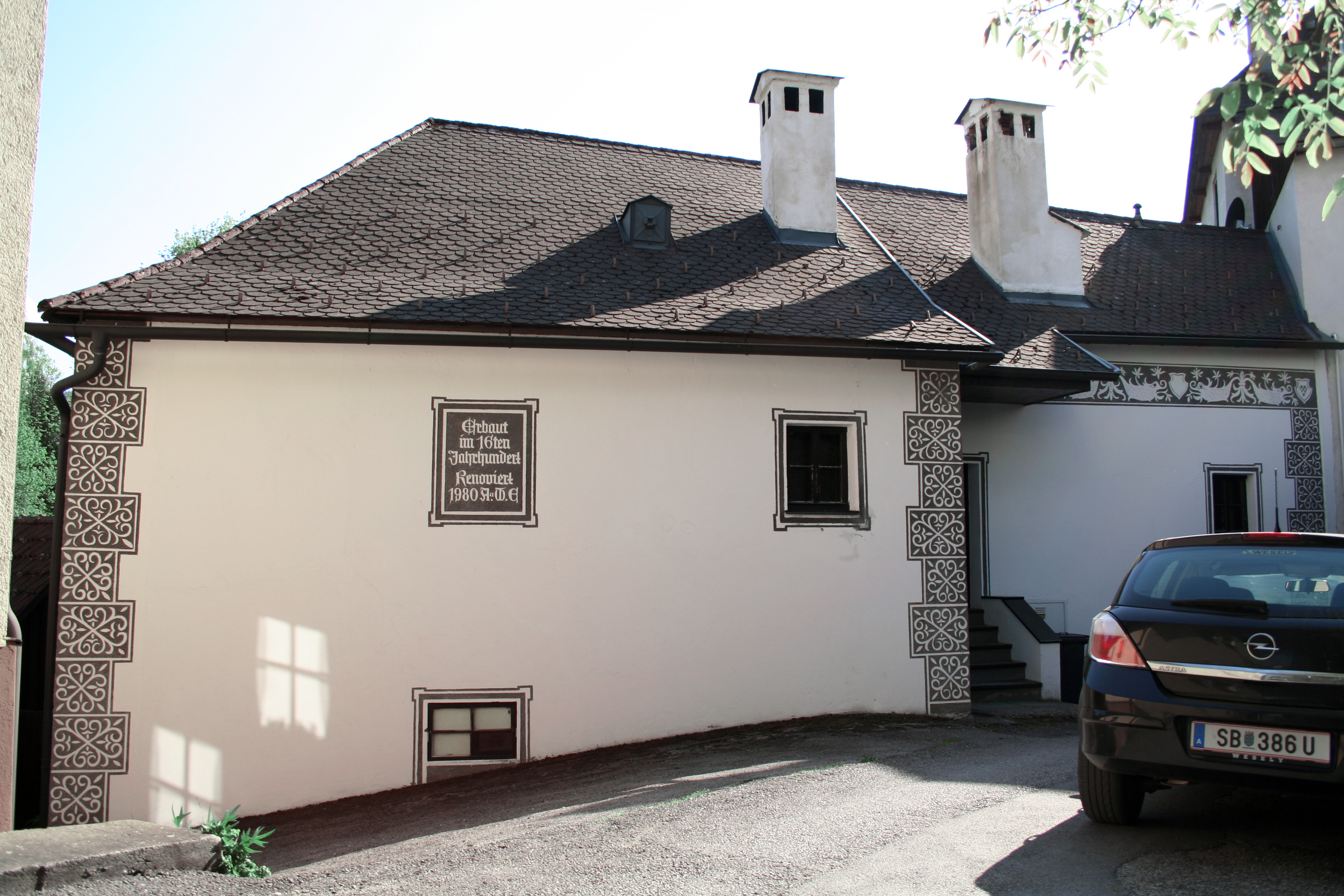
Hammer in Scheibbs
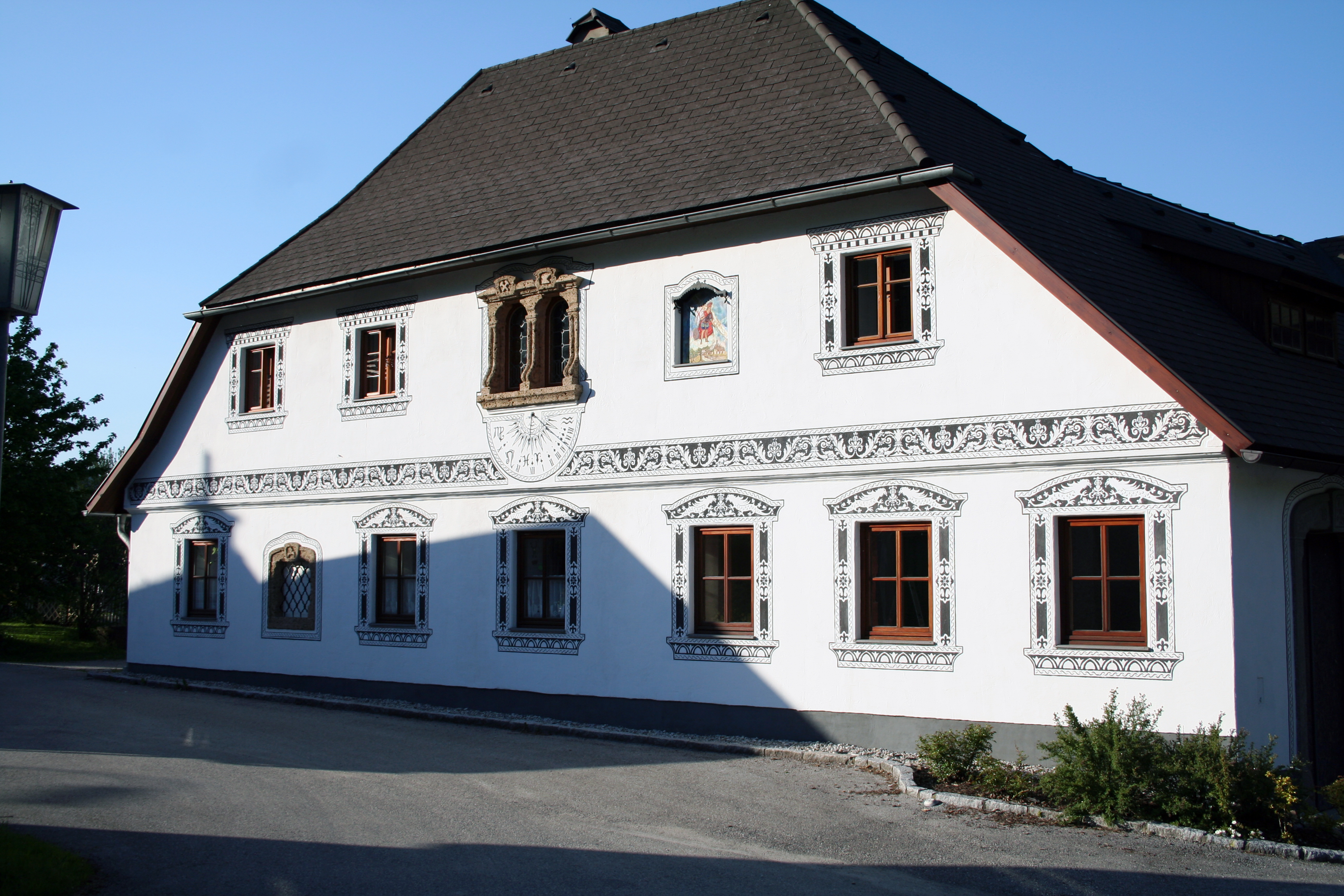
Hammer in Gresten

## Beispiele aus der Steiermark

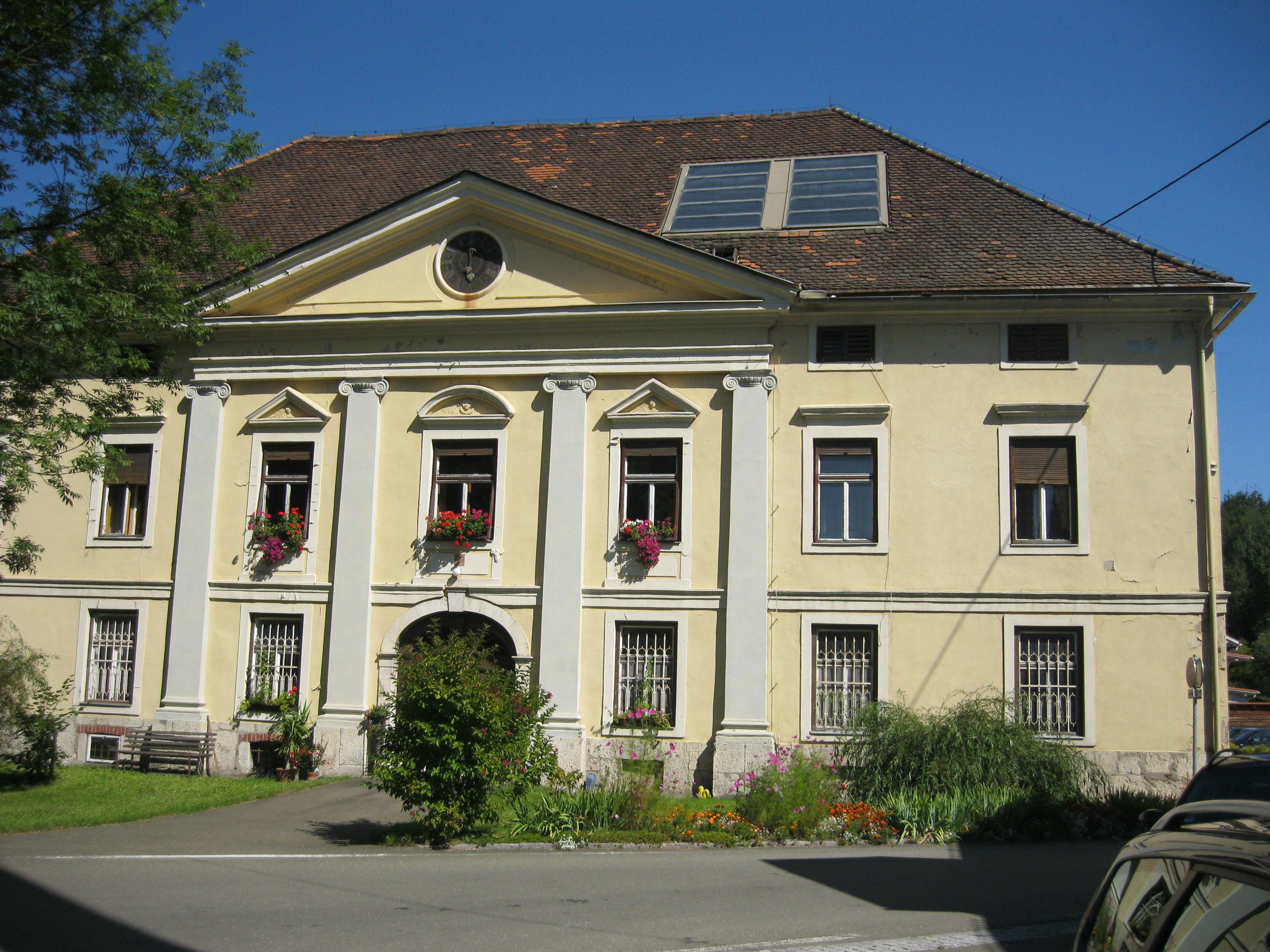
Hammerherrenhaus in Eppenstein (Bezirk Murtal)
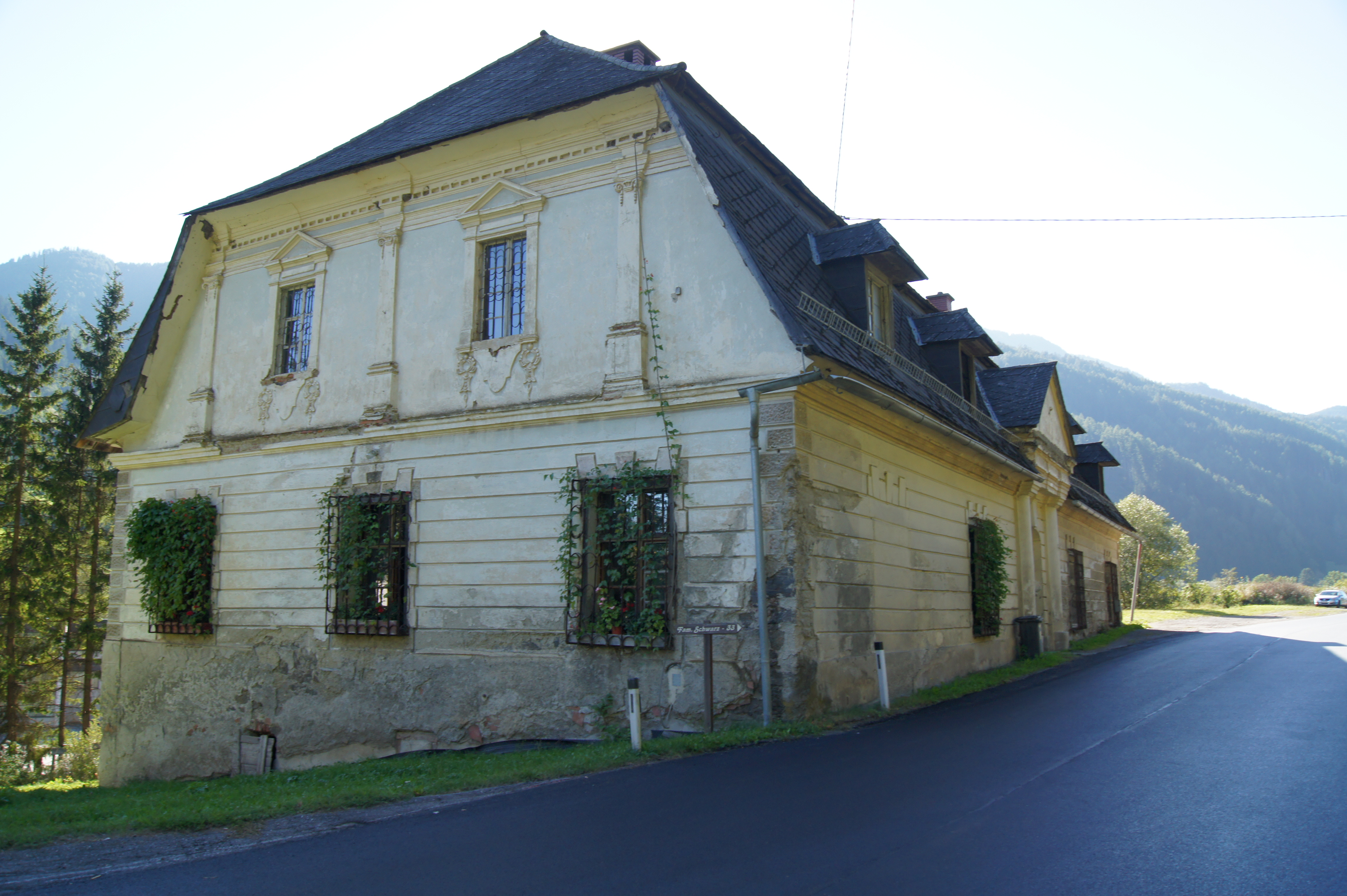
Hammerherrenhaus in Raiming, Gemeinde Oberwölz
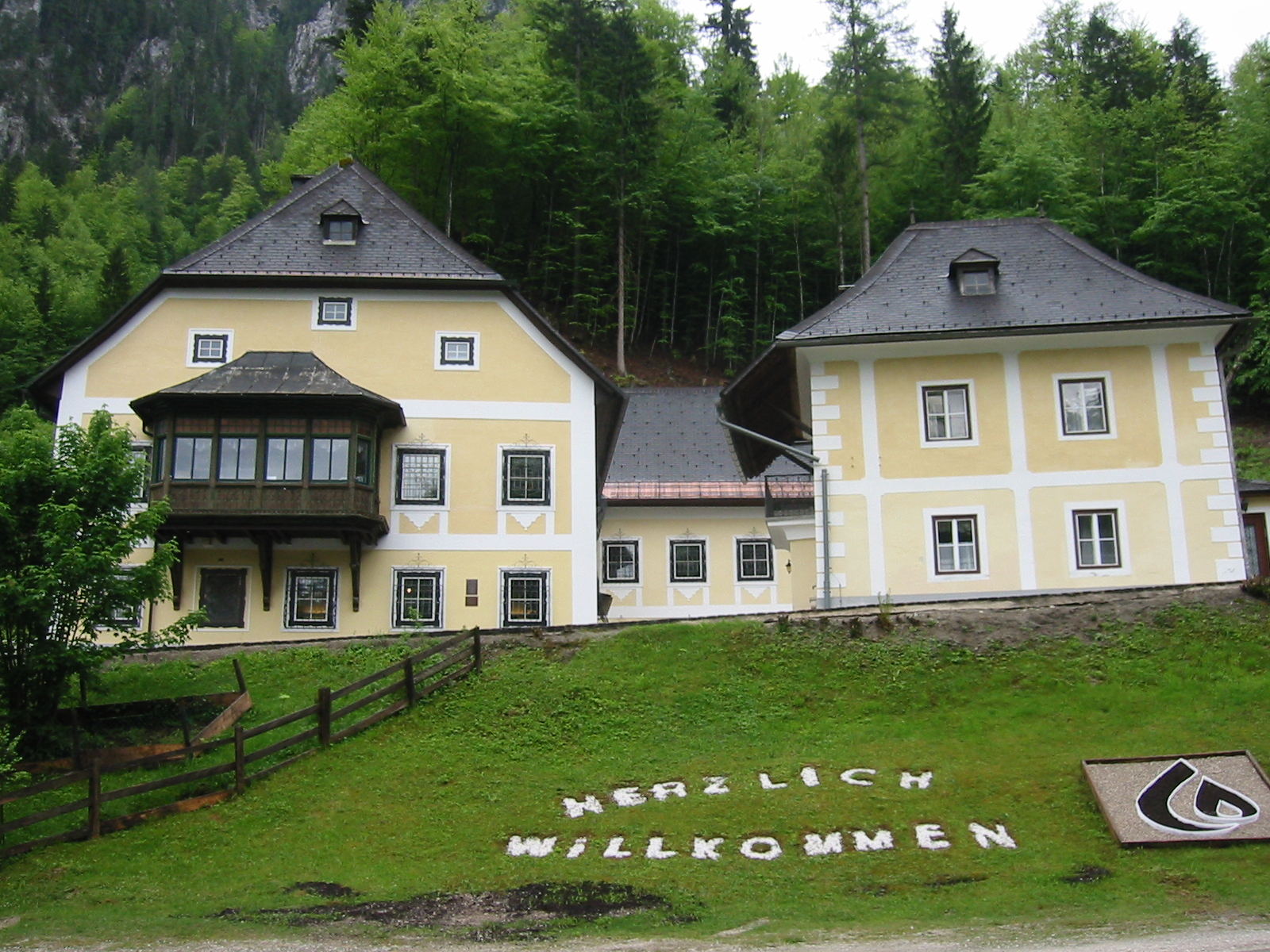
Hammerherrenhaus in Wildalpen (Bezirk Liezen)
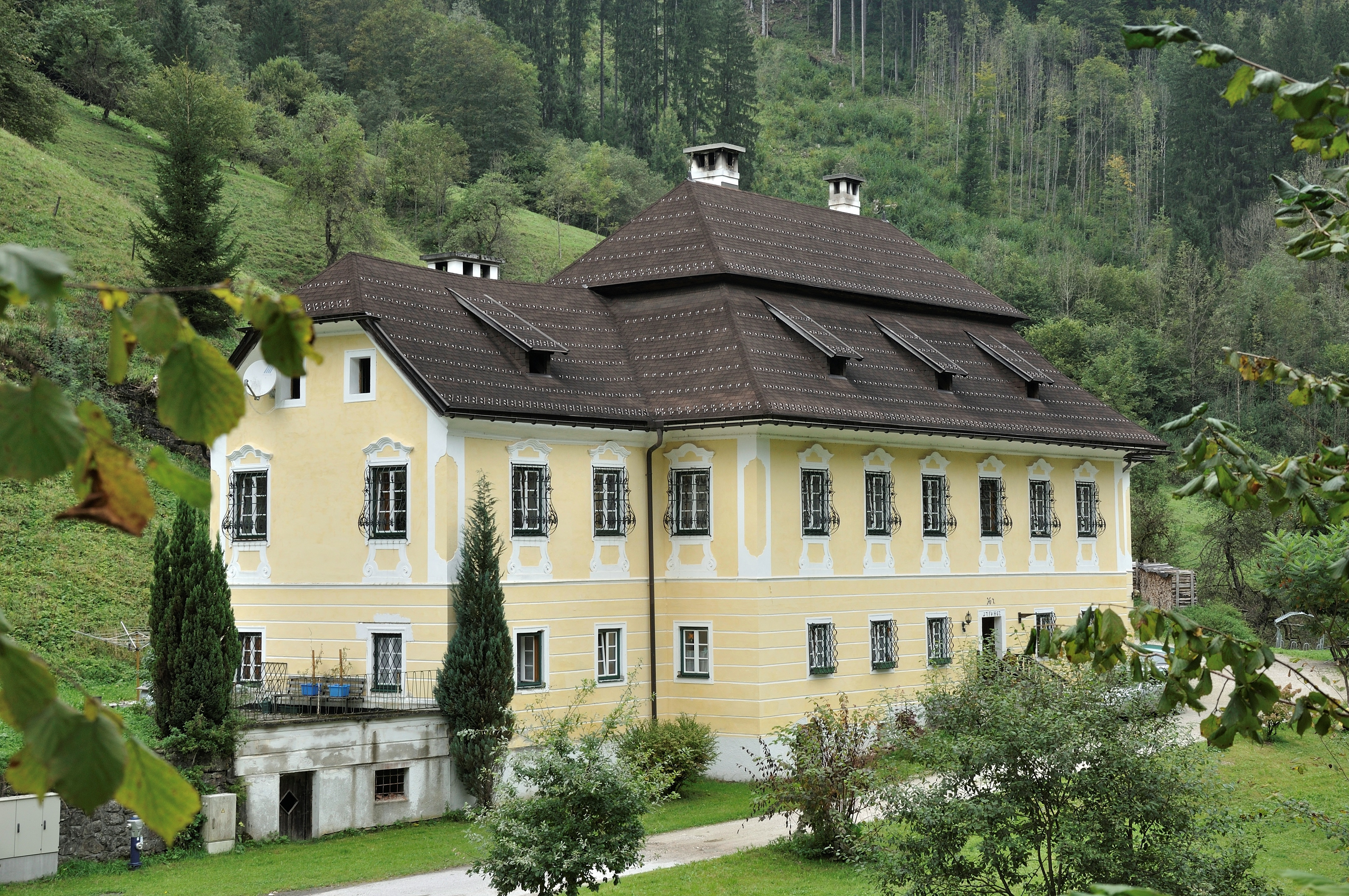
Der sog. Pfeifferhammer in Sankt Gallen (Bezirk Liezen)

## Beispiele aus Sachsen

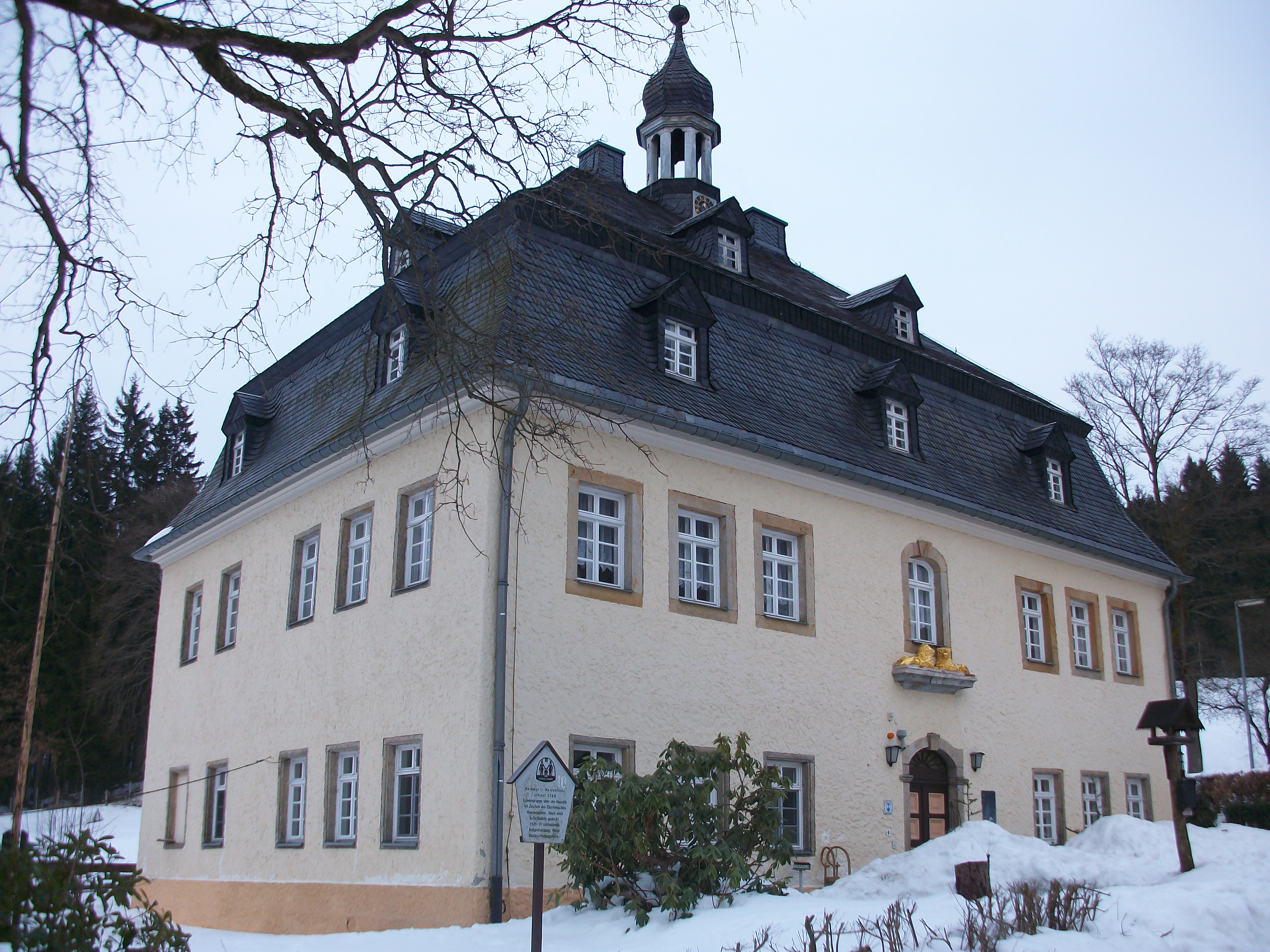
Hammerherrenhaus Schmalzgrube im sächsischen Jöhstadt (Erzgebirge)
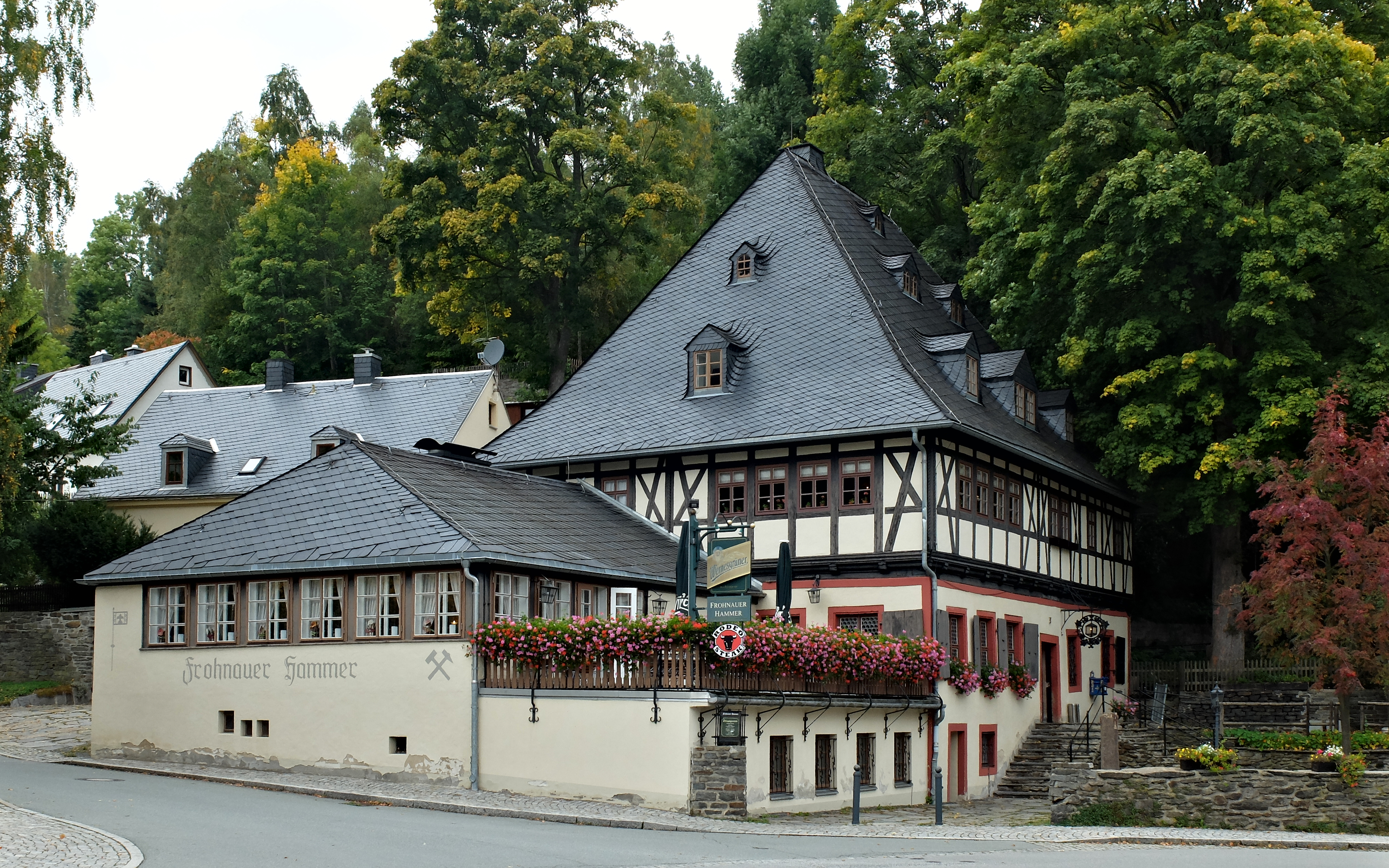
Herrenhaus des Frohnauer Hammers im sächsischen Annaberg-Buchholz, Ortsteil Frohnau (Erzgebirge)
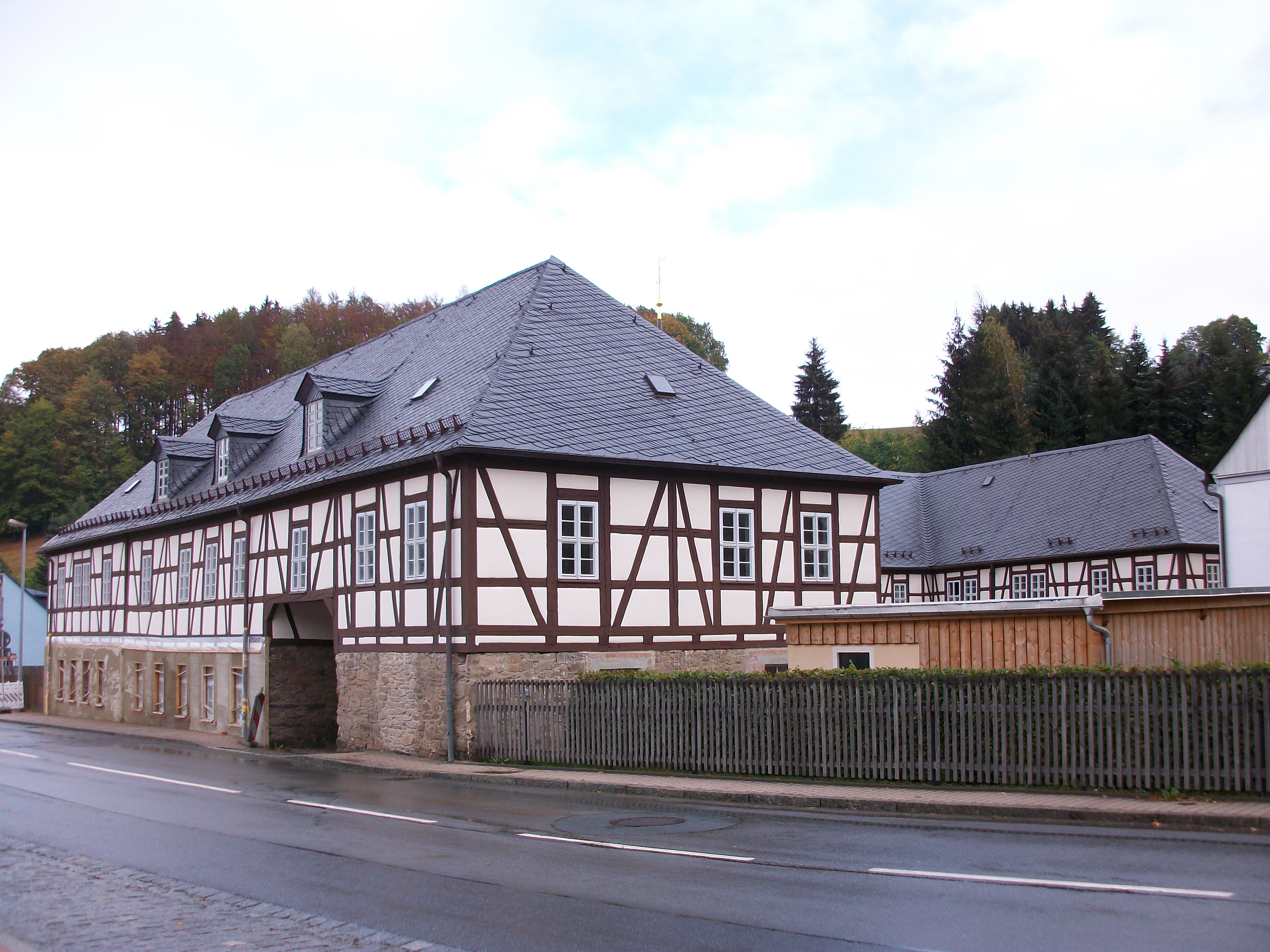
Herrenhof Erla im sächsischen Schwarzenberg, Ortsteil Erla (Erzgebirge)
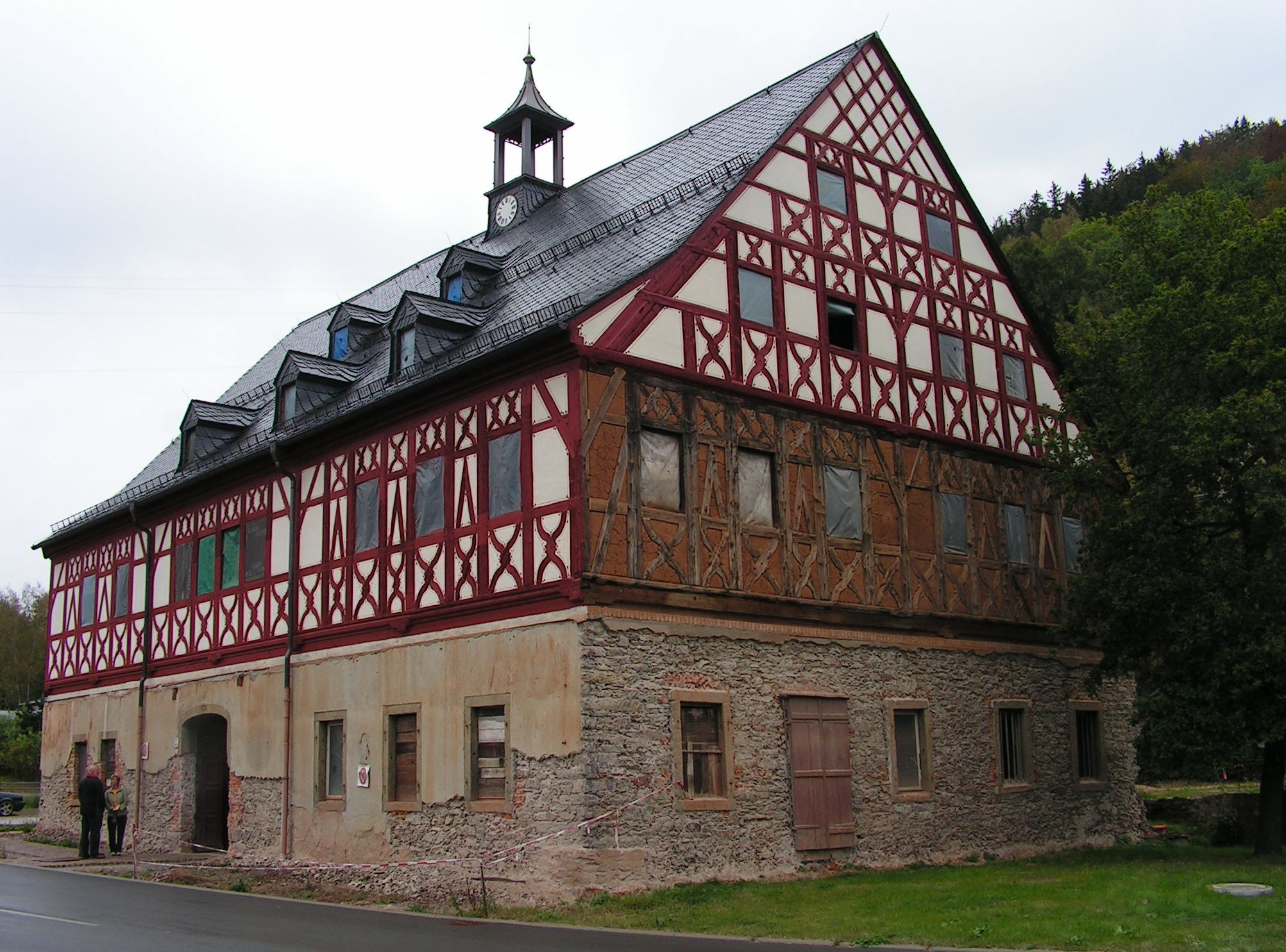
Hammerherrenhaus im sächsischen Aue (Stadtteil Auerhammer) (Erzgebirge)
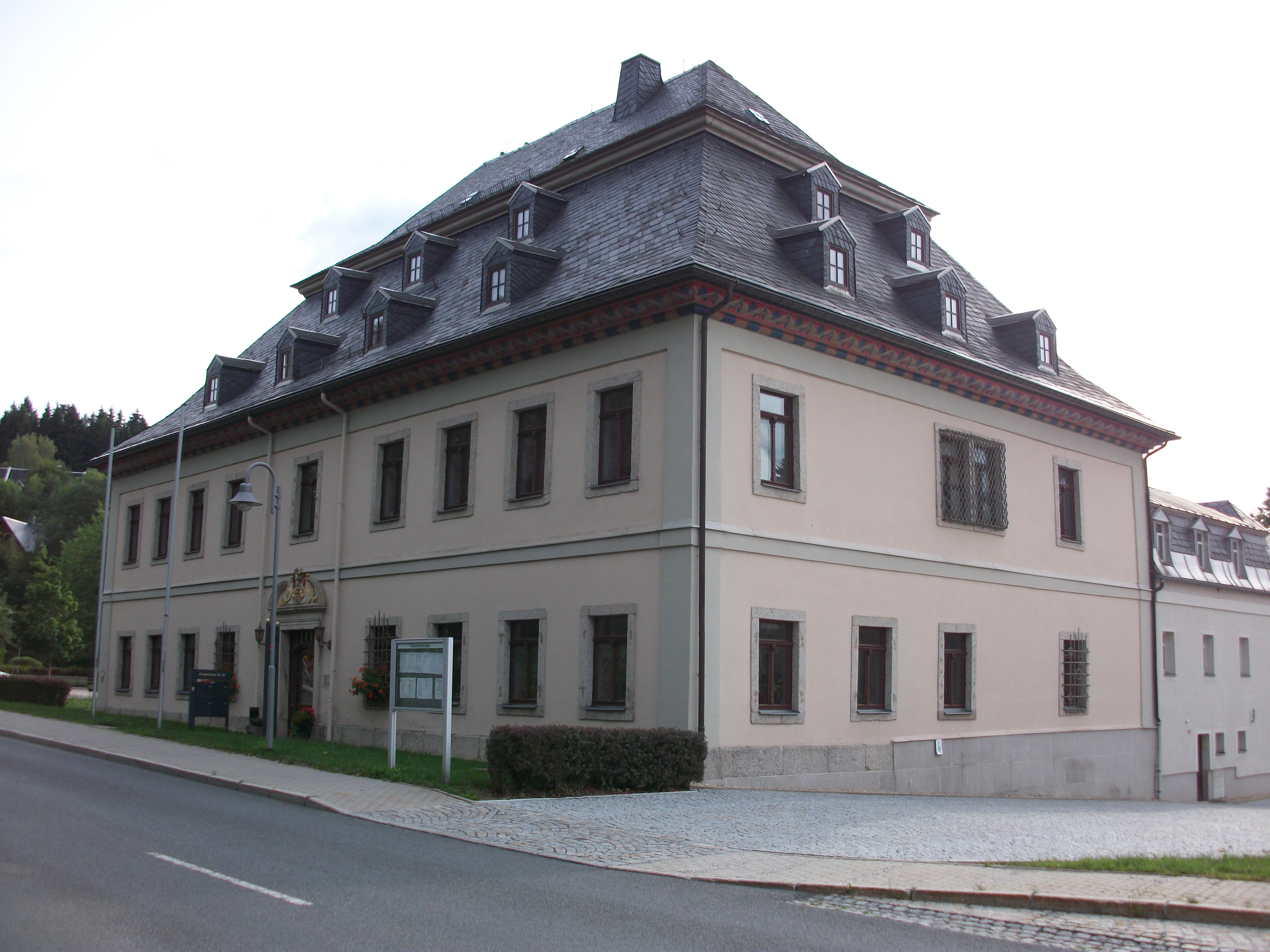
Hammerherrenhaus im sächsischen Muldenhammer, Ortsteil Tannenbergsthal (Vogtland)